# R119 (Russland)
Die R119 (russisch Р119) ist eine Fernstraße föderaler Bedeutung in Russland. Die 395 km lange Straße verbindet in Zentralrussland die Verwaltungszentren der Oblaste Orjol, Lipezk und Tambow.
Die R119 stellt eine in West-Ost-Richtung verlaufende Querverbindung zwischen den von Moskau nach Südrussland führenden föderalen Fernstraßen M2 Krym, M4 Don und R22 Kaspi (vormals M6) dar. Sie beginnt in Orjol, wo neben der die Stadt östlich umgehenden M2 auch Anschluss an die R92 nach Kaluga und die R120 in Richtung Brjansk und Smolensk besteht, und verläuft vorbei an mehreren Rajonverwaltungszentren im östlichen Teil der Oblast, darunter die Stadt Liwny. In der Oblast Lipezk passiert die Straße die drei größten Städte des Gebietes, Lipezk, Jelez und Grjasi. In der Oblast kreuzt sie den Don und seine bedeutenden Nebenflüsse Bystraja Sosna und Woronesch. Die R119 erreicht schließlich die R22 etwa 15 km westlich von Tambow, wo außerdem Anschluss an die R193 nach Woronesch und die R208 nach Pensa besteht.
Die R119 ist auf ihrer gesamten Länge asphaltiert und zumeist zweispurig, im Bereich der größeren Städte in ihrem Verlauf (wie Orjol, Jelez, Lipezk) vierspurig ausgebaut. Die meisten größeren Ortschaften werden auf Umgehungsstraßen umfahren.

## Verlauf
| Vorlage:AB/Wartung/Leer |       | Oblast Orjol                                                                                           |
|                         | (0)   | Orjol, Anschluss an die R92 nach Kaluga und die R120 über Brjansk und Smolensk zur Grenze nach Belarus |
|                         |       | M2 Krym Moskau – Belgorod – Grenze zur Ukraine                                                         |
|                         |       | Smijowka                                                                                               |
|                         |       | Pokrowskoje                                                                                            |
|                         |       | Liwny                                                                                                  |
| ===                     |       | Oblast Lipezk                                                                                          |
|                         |       | Tschernawa                                                                                             |
|                         |       | Jelez                                                                                                  |
|                         |       | Bystraja Sosna                                                                                         |
|                         |       | M4 Don Moskau – Woronesch – Rostow am Don – Noworossijsk                                               |
|                         |       | Don |
|                         |       | Lipezk, Abzweig der A133 zur M4 bei Chlewnoje                                                          |
|                         |       | Woronesch                                                                                              |
|                         |       | nach Grjasi                                                                                            |
| ===                     |       | Oblast Tambow                                                                                          |
|                         |       | Petrowskoje                                                                                            |
|                         | (395) | Tambow, Anschluss an die R22 Kaspi Kaschira (bei Moskau) – Wolgograd – Astrachan                       |